# Coronavírus humano OC43
Coronavírus humano OC43 (HCoV-OC43, Human coronavirus OC43) é um membro da espécie Betacoronavírus 1, que infecta humanos e bovinos. O coronavírus infectante é um vírus envelopado de sentido positivo, com RNA fita simples, que entra na célula hospedeira por ligação ao receptor ácido N-acetilneuramínico. Juntamente com o coronavírus humano 229E, é um dos vírus responsáveis pelo resfriado comum. Possui, como outros coronavírus do gênero Betacoronavírus, subgênero Embecovirus, uma proteína de superfície adicional mais curta, chamada hemaglutinina esterase (HE).